# Pierre Champagne
Pour les articles homonymes, voir Champagne.
Pierre Champagne, né le 17 avril 1894 à Paris et mort le 7 mai 1927 à Fontainebleau, est un acteur et un assistant réalisateur français.

## Biographie
À 21 ans, il tient son premier rôle dans le court métrage muet Le Faux Père de Camille de Morlhon. Ami intime de Jean Renoir, le cinéaste le choisit comme acteur dans ses quatre premiers longs métrages, Catherine ou Une vie sans joie, La Fille de l'eau pour lequel il est également assistant réalisateur. Il interprète le snob Hector de la Faloise dans Nana, puis un chauffeur de taxi dans Marquitta.
Ce fervent amateur d'automobile se tue accidentellement au volant de sa Bugatti Brescia, au carrefour de la Croix-de-Saint-Hérem à Fontainebleau, quand sa voiture dérape sur une tache d'huile. Jean Renoir, également à bord de la voiture, s'en sort indemne.
Jean Renoir confie à Mimi, la veuve de Pierre Champagne, le travail de scripte pour son film La Nuit du carrefour.

## Filmographie

### Comme acteur
- 1915 : Le Faux Père, de Camille de Morlhon (court métrage)
- 1924 : Catherine ou Une vie sans joie, de Jean Renoir : le fils Mallet
- 1925 : La Fille de l'eau, de Jean Renoir : Justin Crépoix
- 1926 : Nana, de Jean Renoir : Hector de la Faloise
- 1927 : Marquitta, de Jean Renoir : le chauffeur de taxi

### Comme assistant réalisateur
- 1925 : La Fille de l'eau

## Référence
1. ↑  Transcription de l'acte de décès (avec date et lieu de naissance) à Fontainebleau, Paris 18e, vue 23/31.
2. ↑  Fiche IMDb de Mimi Champagne

## Source bibliographique
- Bernard Benoliel et Matthieu Orléan, Renoir-Renoir, Paris, Éditions de La Martinière, 2005, 239 p. (ISBN 978-2-7324-3325-7), p. 198. Exposition organisée par la cinémathèque française et le musée d'Orsay du 26 septembre 2005 au 9 janvier 2006